# Институт элементоорганических соединений имени А. Н. Несмеянова РАН
Институт элементоорганических соединений Российской Академии наук им. А. Н. Несмеянова (ИНЭОС РАН) — основан в 1954 году. В структуре лаборатории элементоорганического, полимерного профиля и лаборатории физико-химических методов исследования.
Огромный вклад в его создание внес выдающийся учёный, президент Академии наук СССР Александр Николаевич Несмеянов (1899—1980), создавший новейшую элементоорганическую химию как самостоятельную научную дисциплину, связывающую органическую и неорганическую химию. Александр Николаевич Несмеянов возглавлял институт в течение 26 лет (1954—1980). После него институтом руководили академики Александр Васильевич Фокин (1980—1988), Марк Ефимович Вольпин (1989—1996), Юрий Николаевич Бубнов (1996—2013), Азиз Мансурович Музафаров (2013—2018). С 2018 года директором является член-корреспондент РАН, д.х.н. Трифонов Александр Анатольевич.
В настоящее время ИНЭОС представляет собой крупный научно-исследовательский центр, в котором трудятся 637 человек, в том числе 494 научных сотрудника, среди которых 255 кандидатов и 84 доктора наук.
ИНЭОС приобрел мировую известность как институт, где развивается химия элементоорганических и высокомолекулярных соединений. Его авторитет очень высок как в России, так и за рубежом. Многие выдающиеся ученые, инициировавшие новые направления в органической, элементоорганической, полимерной, физической химии, такие как академики АН СССР К. А. Андрианов, М. Е. Вольпин, И. Л. Кнунянц, М. И. Кабачник, В. В. Коршак, И. В. Обреимов, О. А. Реутов, члены-корреспонденты АН СССР М. Ю. Антипин, С. Р. Рафиков, Д. Н. Курсанов, Т. А. Мастрюкова, Ю. Т. Стручков, Р. Х. Фрейдлина, профессор А. И. Китайгородский, профессор С. В. Виноградова и многие другие, работали в ИНЭОС. В настоящее время в институте работают академики РАН Ю. Н. Бубнов, И. Л. Еременко, А. М. Музафаров, А. Р. Хохлов, член-корреспондент РАН Э. Е. Нифантьев.
С самого начала в деятельности ИНЭОС предусматривалось органичное сочетание синтетических и теоретических работ в области элементоорганической и полимерной химии со всеми необходимыми физическими и физико-химическими исследованиями. Поэтому научная деятельность многих лабораторий ИНЭОС осуществляется на стыке нескольких ветвей химии и физики. Такой подход, по образному выражению А. Н. Несмеянова, определяет «точки роста» современного научно-технического прогресса. Кроме традиционных, уже проверенных временем пограничных научных дисциплин (к которым относится и сама химия элементоорганических соединений), накопленный за эти годы ценный опыт позволил создать ряд новых научных направлений, характер которых определяется уникальным сочетанием органической, элементоорганической, координационной, физической химии и химии высокомолекулярных соединений и природных биологически активных веществ.
В 2020 году в журнале "Journal of Organometallic Chemistry" был посвящён целый выпуск по случаю 120-летия со дня рождения А. Н. Несмеянова в качестве признания заслуг не только самого основателя института, но и научных достижений его работников.

### Основные направления исследований
- Проведение комплексных теоретических, физико-химических и экспериментальных исследований химического строения, реакционной способности и способов получения металлоорганических, элементоорганических, координационных и высокомолекулярных соединений, включая оптически активные, с целью создания веществ и материалов с заданными свойствами для потребностей высокотехнологичных областей промышленности, биотехнологии, медицины и сельского хозяйства в соответствии с требованиями по безопасности, экологичности и энергосбережению.
- Изучение фундаментальных и прикладных аспектов гомогенного и гетерогенного катализа, включая асимметрический, проводимого в органических растворителях и «зелёных» средах. Создание новых типов органических, элементоорганических и наноразмерных катализаторов для реализации практически важных процессов. Выяснение природы активности и стереоселективности катализаторов.
- Разработка и синтез новых типов биологически активных органических, элементоорганических и высокомолекулярных соединений для потребностей медицины, ветеринарии и агрохимии.
- Получение принципиально новых фундаментальных знаний о строении, синтезе и свойствах органических, элементоорганических и металлсодержащих полимерных структур и композитов. Теория и математическое моделирование высокомолекулярных соединений. Создание интеллектуальных, функциональных полимеров и многокомпонентных полимерных систем для водородной энергетики, космической и специальной техники, а также медицины.
- На стыке органической, металлоорганической и координационной химии появилось новое направление — химия органических соединений переходных металлов, π-комплексов и кластеров. Уникальные свойства этих соединений позволили получить новые металлоорганические катализаторы, изучить процессы активации малых молекул, в том числе молекул азота, углеводородов и т. п. Сочетание органической и элементоорганической химии с экспериментальными и теоретическими методами физической химии способствовало развитию исследований реакционной способности, структурной химии и молекулярной динамики элементоорганических соединений.
- Сотрудничество учёных, работающих в фосфорорганической химии, биохимии, фармакологии и токсикологии позволило раскрыть механизмы, ответственные за действие фосфорорганических соединений на биологические структуры и живые организмы. Значительный прогресс достигнут в области новых антираковых препаратов селективного действия и в области физиологически активных фторорганических соединений.
- Работы на стыке органической и неорганической химии, исследование процессов образования полимеров, а также взаимосвязи структура-свойства привели к развитию химии полимеров с элементоорганическими и неорганическими молекулярными цепями и открыли пути к новым классам линейных и сетчатых полимеров. На основе этих полимеров были разработаны материалы с высокими термическими, каталитическими, сорбционными и электрофизическими характеристиками, конструкционные пластики, термостабильные композиты и адгезивы, мембраны и полимеры для электроники и медицины.[2]

### Важнейшие исследования и разработки, готовые к практическому применению (2013)
- Новый метод получения полифторарилсиланов — синтетических эквивалентов реактива Гриньяра. Достоинством метода является доступность исходных реагентов — полифторароматических кислот — и простота аппаратурного оформления.
- Твердотельные плёночные «умные окна». «Смарт-стёкла», или «умные окна», относятся к электрохромным устройствам с изменяющимися под действием электрического тока оптическими свойствами. Предлагаемые твёрдотельные электролиты сформированы из полимерных аналогов ионных жидкостей, сочетающих в себе уникальные свойства ионных жидкостей и высокомолекулярных соединений: негорючесть, низкую токсичность, высокую хемо- и термостойкость, широкое «окно» электрохимической стабильности и способность к образованию покрытий, гелей, плёнок и мембран.
- Разработан новый метод получения пентафторфенола, который широко используется в фармацевтике, в синтезе агрохимических препаратов и других областях. Существовавший способ синтеза этого соединения из гексафторбензола и щёлочи потерял сырьевую базу в связи с запретом на синтез и ввоз гексахлорбензола.
- Наиболее значительной реализованной разработкой института является способ комплексной очистки физиологических жидкостей. Полистирольный сорбент Гемос-ДС — наиболее перспективный сорбент для комплексной детоксикации крови с одновременным удалением малых токсичных молекул и белковых воспалительных факторов, а также блокированием роста патогенных микроорганизмов и дрожжей.[2]

Поддержку научной деятельности института ежегодно обеспечивают до 10 международных грантов, порядка 100 грантов Российского фонда фундаментальных исследований (РФФИ), около 30 грантов Президиума РАН, до 40 грантов Отделения химии и наук о материалах (ОХНМ) и 8 грантов РНФ. Шесть молодых ученых получили грант Президента молодым российским ученым (МК и МД).
Одной из важнейших задач института, направленных в будущее, является подготовка молодых специалистов высокой квалификации. В ИНЭОС РАН в рамках Программы Президиума РАН «Поддержка молодых учёных» были созданы Научно-образовательные центры (НОЦ) «ИНЭОС-факультет», «Элементоорганика», «Фотоника». Цель работы центров — подготовка нового поколения молодых высокообразованных специалистов широкого профиля, владеющих комплексом современных методов исследований, на базе приоритетных научных направлений института.
В ИНЭОС обучаются 38 аспирантов. Ежегодно в аспирантуру поступает 10—12 человек, защищаемость выпускников аспирантуры составляет 80 %.
ИНЭОС поддерживает научные связи с рядом вузов (МГУ им. М.В. Ломоносова, РХТУ им. Д.И. Менделеева, ВХК РАН, МИТХТ им. М.В. Ломоносова, Московский педагогический государственный университет, Российский Университет Дружбы Народов) и отраслевой наукой (ГНИИХТЭОС).
За последние пять лет институт принял участие в организации ряда конференций, симпозиумов и семинаров. Список наиболее важных мероприятий включает следующие: Всероссийская конференция с международным участием «Химия элементоорганических соединений и полимеров» (2019 г.), Химия элементоорганических соединений и полимеров (2014 г.), Международный симпозиум «Современные тенденции в металлоорганической химии и катализе» (2013 г.), 9th International Workshop on Silicon-Based Polymers (2013 г.), XII Андриановская конференция «Кремнийорганические соединения. Синтез, свойства, применение» (2013 г.), XVII Коршаковские чтения (2012 г.), Всероссийская конференция «Актуальные проблемы физики полимеров и биополимеров» «Актуальные проблемы физики полимеров и биополимеров» (2012 г.), 9-я Всероссийская конференция «Химия фтора» (2012 г.), пятнадцатые Коршаковские чтения, посвященные 100-летию академика В. В. Коршака (2009 г.), «Итоги и перспективы химии элементоорганических соединений», посвященные 110-летию академика А. Н. Несмеянова (2009 г.)
ИНЭОС принимает участие в ряде совместных проектов с зарубежными институтами и компаниями, направленными на сотрудничество в исследовательской работе и промышленном использовании «ноу-хау» и новых синтезированных продуктов. Так, институт участвует в трёх международных программах, имеет 8 двусторонних международных соглашений и 23 совместные работы с иностранными учеными.
За выдающиеся заслуги сотрудники награждены следующими наградами
- Международная награда в области стереохимии (Molecular Chirality International Award), д. х. н. В. А. Даванков (2010 г.).
- Международная награда им. М. Цвета и В. Нернста в области наук о разделении (M. Tswett and W. Nernst Separation Science Award), д. х. н. В. А. Даванков (2010 г.).
- Премия «Для женщин в науке» (L’OREAL-UNESCO «For Women in Science», к. х. н. Ю. В. Нелюбина (2012 г.).
- Премия Правительства РФ по спецтематике «Дилатантно адаптированные структуры», д. х. н. А. П. Краснов (2012 г.).
- Орден «За заслуги перед Федеративной Республикой Германия» академик А. Р. Хохлов (2012 г.).
- Премия имени С. В. Лебедева (Я. С. Выгодский, А. С. Шаплов, Е. И. Лозинская) за цикл работ по теме «Ионные жидкости в синтезе и модификации полимеров, перспективные направления использования» (2013 г.).
- Орден Академических Пальм, офицер д.х.н. Е.С. Шубина (2016 г.).[5][6] В качестве признания заслуг д.х.н. Е.С. Шубиной по случаю её 70-летия один из классических журналов по металлоорганической химии "Journal of Organometallic Chemistry" посвятил ей целый номер.[7] Офицером ордена также является нынешний директор института, член-корр. РАН, д.х.н. А.А. Трифонов (2019).[8][9]

Более чем 15 сотрудникам института присуждено почётное звание «Заслуженный деятель науки РФ» (пять из них за последние пять лет).
За участие в 62 международных выставках получены награды: Гран-при, 11 золотых, 9 серебряных медалей, 4 бронзовых, специальный приз МЧС России, звание «лауреат международного салона».

## Структура
В настоящее время структура института включает 36 лабораторий и 10 исследовательских групп. Результаты научных исследований, проводимых в институте в 2009—2013 годах, представлены более чем в 2200 научных статьях и 15 монографиях. Институт является правообладателем 50 патентов.

### Лаборатории элементоорганического профиля
Основные направления исследований: Изучение новых структур, химической активности и кинетики. Исследование металлоорганических и координационных комплексов с s-, p- и n-связями. Разработка новых методов синтеза элементоорганических соединений. Изучение их геометрии, электронной структуры и химического поведения (стереохимия, таутомерия, молекулярная динамика) физико-химическими и квантово-химическими методами.
- Лаборатория металлоорганических соединений (ЛМОС)
- Лаборатория пи-комплексов переходных металлов (ЛПКПМ)
- Лаборатория стереохимии металлоорганических соединений (ЛСТЕМОС)
- Лаборатория алюминий- и борорганических соединений (ЛАБОС)
- Группа активации инертных молекул (ГАИМ)
- Лаборатория металлокомплексной активации малых молекул (ЛМАММ)
- Лаборатория фотоактивных супрамолекулярных систем (ЛФСМС)
- Лаборатория элементоорганической химии твердого тела (ЛЭОХТТ)
- Лаборатория тонкого органического синтеза (ЛТОС)
- Лаборатория механизмов реакций (ЛМР)
- Лаборатория фосфорорганических соединений (ЛФОС)
- Лаборатория фторорганических соединений (ЛФТОС)
- Лаборатория физиологически активных фторорганических соединений (ЛФАФТОР)
- Лаборатория асимметрического катализа (ЛАК)
- Лаборатория гидридов металлов (ЛГМ)
- Лаборатория экологической химии (ЛЭХ)
- Лаборатория алифатических борорганических соединений (ЛАБС)
- Лаборатория гомолитических реакций элементоорганических соединений (ЛГРЭОС)
- Группа эффективного катализа (ГЭК)

Лаборатория синтеза биологически активных гетероциклических соединений (ЛСБАГС)
- Лаборатория микроанализа (ЛМА)
- Группа спец. органического анализа (ГСОА)
- Лаборатория технологии

### Лаборатории полимерного профиля
Основные направления исследований: Исследование проблем синтеза, структуры и свойств полимеров и композитов. Компьютерный дизайн макромолекул. Исследование различных наноструктур в полимерах и синтез наночастиц различной природы с использованием полимерных систем.
- Лаборатория высокомолекулярных соединений (ЛВМС)
- Лаборатория гетероцепных полимеров (ЛГЦП)
- Лаборатория кремнийорганических соединений им. академика К. А. Андрианова (ЛКОС)[10]
- Группа наполненных полимерных систем (ГНПС)
- Группа элементоорганических функциональных полимеров (ГЭФП)
- Группа синтеза гетероциклических полимеров (ГСГП)
- Группа синтеза полимеров (ГСП)
- Лаборатория физики полимеров (ЛФП)
- Лаборатория физической химии полимеров (ЛХФП)
- Лаборатория структурных исследований полимеров (ЛСИП)
- Лаборатория полимерных материалов (ЛПМ)
- Лаборатория стереохимии сорбционных процессов (ЛССП)
- Группа мезоморфных кремнийорганических соединений (ГМКОС)
- Лаборатория полиариленов (ЛПАР)
- Лаборатория криохимии биополимеров (ЛКБ)
- Лаборатория физиологически активных биополимеров (ЛФАБ)

### Лаборатории физико-химических методов исследования и компьютерной химии
Основные направления исследований: Применение физических методов для изучения структуры и химической активности органических, элементоорганических и полимерных соединений.
- Лаборатория рентгеноструктурных исследований (ЛРСИ)
- Лаборатория ядерного магнитного резонанса (ЛЯМР)
- Лаборатория физической химии твердого тела (ЛФХТТ)
- Лаборатория молекулярной спектроскопии (ЛМС)
- Группа квантовой химии (ГКвХ)
- Группа электронного парамагнитного резонанса (ГЭПР)
- Группа кристаллогидратов (ГКГ)

## Интересные факты
- Здание Института и, в особенности, его парадный портик над входом дважды использовали для съёмок знаменитых советских фильмов. Первый раз в 1963 году при съёмках фильма «Улица Ньютона, дом 1» здание играло роль научной библиотеки. Второй раз — уже в 1965 году при съёмках знаменитой кинокомедии «Операция «Ы» и другие приключения Шурика», где здание показали в роли Политехнического института.
- В 1991 году Институт стал одним из учредителей ОАО НПФ «Перфторан», производящего кровезаменитель «Перфторан».